# 최용주
최용주(崔鎔珠, 1992년 3월 26일 ~ )는 대한민국의 전직 스타크래프트 프로게이머이다. By.rOo라는 아이디를 사용하며, 종족은 저그이다.
KT 롤스터 소속이었다.
2010년 상반기 드래프트에서 KT 롤스터의 1차 지명으로 입단하였다.
특히 STX 소울을 상대로 위너스리그에서 주력 선수 3명을 잡아내며 앞으로 발전 가능성이 높은 모습을 보였다.
신한은행 프로리그 10-11에 포스트시즌에서도 좋은 모습을 보이며 다음 시즌이 기대가 됐었으나 SK플래닛 스타크래프트 프로리그 시즌1에서는 별로 활약을 보이지 못하였고, 2012년 1월 17일, 팀동료 남승현, 강현우와 함께 은퇴하였다. 그리고 이틀뒤 1월 19일, 공식적으로 은퇴가 공시됐다.
2012년 7월 6일, 논산의 육군훈련소로 현역으로 군에 입대했다.

## 플레이오프에서의 대활약
정규시즌에서는 부진하였으나, 플레이오프 때부터 그동안 숨겨왔던 기량을 발휘하였다. 더군다나 아직 공식 출전도 적은 신예임에도 불구하고 웅진전에서 김민철, 윤용태를 꺾었고, CJ전에서는 장윤철, 한두열등 네임벨류가 높은 선수들을 꺾으며 팀을 결승전에 진출시키는데 결정적인 역할을 하였다. 또한 세트 막바지에 등장해 마무리 카드로도 맹활약을 하였다. 프로리그 결승전에서 정명훈을 상대로 거의 이길 수 있었지만, 아쉽게 패배하였다.

## 수상 경력
- 2009년 11월 제52회 스타크래프트 준프로게이머 선발전 입상